# 比尔吉
比尔吉（Bilgi），是印度卡纳塔克邦Bagalkot县的一个城镇。总人口15464（2001年）。

## 人口
该地2001年总人口15464人，其中男性7807人，女性7657人；0—6岁人口2453人，其中男1287人，女1166人；识字率57.76%，其中男性为66.30%，女性为49.05%。